# Gnorimosphaeroma boninense
Gnorimosphaeroma boninense is een pissebed uit de familie Sphaeromatidae. De wetenschappelijke naam van de soort is voor het eerst geldig gepubliceerd in 2006 door Nunomura & Satake.